# صبيح (الشرقية)
قرية صبيح هي إحدى القرى التابعة لمركز ههيا في محافظة الشرقية في جمهورية مصر العربية. حسب إحصاءات سنة 2006، بلغ إجمالي السكان في صبيح 9597 نسمة، منهم 4726 رجل و4871 امرأة.

## التاريخ
قرية صبيح من القرى القديمة، حيث وردت باسم «أم حوفي» المعروفة أيضًا بـ «كفر صبيح» في أعمال الشرقية ضمن قرى الروك الناصري التي أحصاها ابن الجيعان في كتاب «التحفة السنية بأسماء البلاد المصرية». وفي العصر العثماني وردت باسم «كفر صبيح» في التربيع العثماني الذي أجراه الوالي العثماني سليمان باشا الخادم في عصر السلطان العثماني سليمان القانوني ضمن قرى ولاية الشرقية، وفي تاريخ 1228هـ/1813م الذي عدّ قرى مصر بعد المسح الذي قام به محمد علي باشا باسم «صبيح» ضمن قرى مديرية الشرقية.